# Squeeze (альбом The Velvet Underground)
Squeeze — пятый и последний студийный альбом американской рок-группы The Velvet Underground, изданный в 1973 году фирмой Polydor Records в Великобритании. Фактически альбом является сольной работой Дуга Юла, который стал автором всех песен в альбоме и исполнил большинство инструментальных партий (кроме ударных и саксофона).

## Об альбоме
В 1970 году, после записи предыдущего альбома, вокалист, гитарист и автор песен группы Лу Рид покинул группу, отчаявшись добиться с группой какого-то успеха. Ушёл Рид непосредественно перед выпуском альбома, которому суждено было добиться наибольшего успеха в истории группы. Позже он утверждал, что был удивлён, увидев альбом на прилавках; по его словам, он «оставил их с их альбомом, полным его хитов». В 1971 году группу покинул Стерлинг Моррисон.
После ухода Рида лидером и автором песен в группе стал Дуг Юл, вошедший в официальный состав группы в 1969 году. Юл устроил тур группы по США и Европе; сохранившиеся записи этого периода демонстрируют, что он старался исполнять в основном новый материал, а не старые вещи авторства Рида.
По состоянию на 1971 год был сформирован третий состав The Velvet Underground, состоящий из Дуга Юла (вокал, гитара), Уилли Александера (вокал, клавишные), Уолтера Пауэрса (бас-гитара) и Морин Такер (ударные).
В 1972 году лейбл Atlantic Records выпустил запись последнего концерта The Velvets с Ридом — Live at Max’s Kansas City. Эта запись была сделана фанатом группы и участником тусовки Уорхола Бриджитом Полком 23 августа 1970 года. В то же самое время Даг Юл совершал сольный тур по Великобритании, по возвращении из которого он оказался без группы — Сесник уволил Такер, Пауэрса и Александера. Также Сесник добился надёжного контракта Velvet Underground с лейблом Polydor Records, и в 1973 году Юл записал и выпустил альбом «Squeeze». В записи принимал участие барабанщик Deep Purple Иэн Пейс.

## Критика
| Оценки критиков | Оценки критиков |
| Источник        | Оценка          |
| --------------- | --------------- |
| Allmusic        | [ 1 ]           |
| Rolling Stone   | [ 2 ]           |

Критики отнеслись к альбому негативно, отмечая, что альбом является спорным в дискографии The Velvet Underground и даже не входит традиционную дискографию группы, в связи с тем, что, кроме Юла, никто из музыкантов основного состава группы (Рид, Кейл, Моррисон, Такер) не принимал участия в записи этого альбома. Возможно, поэтому в дальнейшем Юл и не был приглашён в группу во время её возрождения в 1993 и 1996 годах.
Также критики отметили, что альбом мог бы добиться большего успеха, если бы был выпущен не под именем The Velvet Underground, а под именем Юла, поскольку являлся по сути его сольным альбомом. Также критик Стивен Эйрлвайн с ресурса All Music Guide отмечает, что альбом получился хорошим, если не рассматривать его как очередной альбом Velvet Underground, в то же время обвинив Юла в «кощунстве» и бесстыжей мимикрии под песни из альбома Loaded.
В 1995 году Дуг Юл так описал запись альбома Squeeze: «как слепой ведёт слепого, так и я веду себя. Вот что из этого получилось, а у меня даже нет копии этого. Но это хорошая память для меня и своего рода смущение в то же время. Мне бы глаза пошире открыть, но было приятно получить моё имя и мои песни там».

## Переиздание на CD
В 2012 году Squeeze был выпущен как на CD так и на LP фирмой Kismet, лейблом, который специализируется на издании альбомов относительно неизвестных исполнителей с неясным правовым статусом. На компакт-диске можно повсюду услышать небольшое количество белого шума, что означает, что он был записан непосредственно с LP-копии альбома. Переиздание не содержит официального лицензирования от Polydor, лейбла на котором записывался оригинальный альбом. Правовая оговорка, включённая в переиздание, гласит: «В связи с неясностью релизов на этом лейбле, мы иногда не в состоянии найти владельца мастер-записей, но так как мы не имеем никакого желания лишать владельцев своих гонораров, мы создали залоговый счёт в надежде, что законные владельцы будут видеть эти издания и свяжутся с нами. Такой подход далёк от желаемого, но это единственный способ, которым мы можем довести эту музыку до более широкой аудитории». Для владельца (владельцев) музыки там же был напечатан адрес электронной почты затем, чтобы связаться с Kismet для оплаты лицензионных платежей.
Переиздания не содержат никаких дополнительных треков. На упаковке был помещена небольшая статья из Melody Maker, написанная Ричардом Уильямсом, первоначально опубликованная 6 октября 1971 года. В статье предлагается краткие комментарии о Юле по поводу тогдашнего текущего турне по Великобритании, которое он завершал с Мо Такер и недавно пришедшими в группу Уолтером Пауэрсом и Уильямом Александером.

## Список композиций
Все песни написаны Дугом Юлом
| №  | Название       | Длительность |
| -- | -------------- | ------------ |
| 1. | «Little Jack»  | 3:25         |
| 2. | «Crash»        | 1:21         |
| 3. | «Caroline»     | 2:34         |
| 4. | «Mean Old Man» | 2:52         |
| 5. | «Dopey Joe»    | 3:06         |
| 6. | «Wordless»     | 3:00         |

| №   | Название              | Длительность |
| --- | --------------------- | ------------ |
| 7.  | «She'll Make You Cry» | 2:43         |
| 8.  | «Friends»             | 2:37         |
| 9.  | «Send No Letter»      | 3:11         |
| 10. | «Jack & Jane»         | 2:53         |
| 11. | «Louise»              | 5:43         |

## Участники записи
- Дуг Юл — вокал, гитара, клавишные, бас-гитара, продюсирование

Дополнительный персонал
- Малкольм Дункан — саксофон
- Иэн Пейс — ударные
- женский бэк-вокал